# 馮蘭 (成化進士)
馮蘭（1443年—？），字佩之，號雪湖，浙江紹興府餘姚縣人，民籍。明朝政治人物。進士出身。

## 生平
成化四年戊子科浙江鄉試第八名。成化五年（1469年）參加乙丑科會試第一百二十五名，殿試登進士第二甲第二十三名。选翰林院庶吉士，累官至刑部郎中。二十年二月升江西提学佥事，升副使，二十二年牵连吏部尚書尹旻、尹龍父子案，被逮问。

## 家族
曾祖父馮本清，曾任按察司僉事、祖父馮綸、父亲馮憲。